# Mitrasacme
Genre
Classification phylogénétique
Mitrasacme est un genre botanique qui regroupe environ 40 espèces originaires pour la plupart d'Australie mais que l'on peut rencontrer aussi en Asie et dans les îles du Pacifique appartenant à la famille des Loganiaceae. 

## Liste d'espèces (incomplète)
- Mitrasacme alsinoides
- Mitrasacme ambigua
- Mitrasacme connata
- Mitrasacme epigaea
- Mitrasacme exserta
- Mitrasacme foliosa
- Mitrasacme paradoxa
- Mitrasacme paludosa
- Mitrasacme pilosa
- Mitrasacme polymorpha
- Mitrasacme serpyllifolia

## Liste d'espèces
Selon NCBI (13 mars 2011) :
- Mitrasacme oasena
- Mitrasacme pilosa
- Mitrasacme pygmaea